# Sucker Punch Productions
Cet article concerne le studio de jeux vidéo. Pour le film de Zack Snyder, voir Sucker Punch.
Sucker Punch Productions est un studio américain de développement de jeux vidéo fondé en octobre 1997 à Bellevue dans l'État de Washington. Le studio est surtout connu pour avoir développé les séries Sly, inFamous et Ghost of Tsushima

## Historique
Sucker Punch est fondé en octobre 1997 par d'anciens employés de Microsoft qui travaillent jusqu'alors dans le domaine des applications logiciels. Le premier titre du studio, Rocket: Robot on Wheels, sort en 1999 sur Nintendo 64. Ce jeu de plates-formes assez méconnu est bien accueilli par la presse spécialisée et permet aux développeurs d'enchaîner sur un projet plus ambitieux.
Sucker Punch travaille alors en collaboration avec Sony Computer Entertainment, le fabricant des consoles PlayStation. Il développe Sly Raccoon (Sly Cooper dans les pays anglophones), qui sort en 2002 sur PlayStation 2. Avec son esthétique « cartoon » en cel-shading, ses personnages aux tons impertinents et son gameplay bien pensé, ce jeu de plates-formes s'impose comme l'un des meilleurs représentants du genre. Sucker Punch est récompensé par l'International Game Developers Association et l'Academy of Interactive Arts and Sciences, en recevant les prix du personnage original de l'année, de la meilleure animation, et de la meilleure direction artistique. Sucker Punch développe ensuite deux nouveaux épisodes, Sly 2 : Association de voleurs (2004) et Sly 3 (2005). Les ventes cumulées de la série Sly s'élèvent à trois millions d'unités.
En 2009, le studio sort inFamous sur PlayStation 3, un jeu d'action en monde ouvert mettant en scène un super-héros, le titre est bien accueilli par la presse. Sa suite, inFamous 2 sort le 8 juin 2011, elle aussi plutôt bien accueillie par le public et les critiques.
Le 2 août 2011, après de longues années de collaboration, Sony annonce le rachat du studio pour une somme indéterminée.
En 2014, le studio sort Infamous: Second Son. Le jeu est bien reçu par la presse et les joueurs, bien qu’il se soit moins vendu que ses prédécesseurs.

## Jeux développés
| Année | Titre                             | Plateformes                           | Ventes        |
| ----- | --------------------------------- | ------------------------------------- | ------------- |
| 1999  | Rocket: Robot on Wheels           | Nintendo 64                           |               |
| 2002  | Sly Raccoon                       | PlayStation 2                         | 1,21 million  |
| 2004  | Sly 2 : Association de voleurs    | PlayStation 2                         | 1,81 million  |
| 2005  | Sly 3                             | PlayStation 2                         | 0,83 million  |
| 2009  | inFAMOUS                          | PlayStation 3                         | 2 millions    |
| 2010  | The Sly Trilogy                   | PlayStation 3                         | 0,69 million  |
| 2011  | inFamous 2                        | PlayStation 3                         | 1,87 million  |
| 2011  | inFamous: Festival of Blood       | PlayStation 3 (PSN)                   |               |
| 2014  | inFamous: Second Son              | PlayStation 4                         | + 1 million   |
| 2014  | inFamous: First Light             | PlayStation 4                         |               |
| 2020  | Ghost of Tsushima                 | PlayStation 4                         | +9,5 millions |
| 2021  | Ghost of Tsushima: Director's Cut | PlayStation 4, PlayStation 5, Windows |               |
| 2021  | Ghost of Tsushima: Legends        | PlayStation 4, PlayStation 5, Windows |               |
| 2025  | Ghost of Yōtei                    | PlayStation 5                         |               |